# Bâtiment de la Station de radio à Niš
Le bâtiment de la Station de radio à Niš (en serbe cyrillique : Зграда Радио станице у Нишу ; en serbe latin : Zgrada Radio stanice u Nišu) se trouve à Niš, dans la municipalité de Medijana et dans le district de Nišava, en Serbie. Il est inscrit sur la liste des monuments culturels protégés de la république de Serbie (identifiant no SK 1918),,.

## Présentation
Le bâtiment, situé 7a rue Ive Lole Ribara, a été construit en 1910 pour servir de maison familiale au marchand Jovan Popić,. Dans les premières décennies du XXe siècle, la maison a été un centre de la vie politique et culturelle de la ville ; le ministre des Affaires étrangères de la Russie impériale, le comte Lambsdorff y a séjourné en 1903 et le roi de Serbie Pierre Ier du 24 octobre 1914 au 20 octobre 1915,.
De plan symétrique, le bâtiment est caractéristique du style éclectique, avec une façade sur rue ornée de motifs décoratifs historicisants ; on y trouve notamment des éléments néo-Renaissance au niveau de la frise florale du large cordon qui sépare le rez-de-chaussée de l'étage et au niveau de l'encadrement des fenêtres du rez-de-chaussée avec des tympans triangulaires, des cariatides et des rangées de balustres ; cette décoration est attribuée à des maîtres italiens,.
Le premier étage et l'aile de la cour ont été agrandis en 1960 selon un projet de l'architecte Borislav Spasić, qui a repris le style et la décoration du bâtiment d'origine,.